# Plaza de Toros de Nápoles
La Plaza de toros de Nápoles fue inaugurada el 12 de febrero de 1830 con motivo de la coronación de  Fernando II rey del Reino de las Dos Sicilias. La plaza se construyó siguiendo el estilo de las plazas francesas y los antiguos anfiteatros romanos, estado su ubicación a las afueras de la ciudad, no muy lejos del Monte Vesubio con un aforo para 2.000 personas, siendo las corridas sin tercio de la muerte, siendo las reses sacrificadas por un matarifes en privado o indultadas, si había sido buena su lidia.

## Historia
A lo largo de su historia han toreado por este coso, grandes figuras del toreo como  El Tato, Juan Yust y Manuel Domínguez, Desperdicios, que salió dos veces por su puerta grande, tras cortar en ambas ocasiones dos orejas, un rabo y una pata, siendo el torero que más veces cruzó la puerta grande.
La corrida inaugural estuvo representada por el torero español Pedro Romero, el torero italiano Alessandro Rossi y el torero mexicano Pedro Martínez Rúiz, con toros de crianza española.
El toro más famoso que se lidio en la plaza fue Cacciatore de crianza hispano-italiana, que fue lidiado en 1858 por el El Tato, siendo premiado con el indulto. 
La última corrida tuvo lugar en marzo 1861 con un mano a mano entre Juan Pedro Daza descendiente del famoso picador José Daza y Juan Lucas Blanco, con reses italianas. 
En octubre de 1862 tras más de un año de la Unificación italiana la plaza fue desmantelada, quedando solamente parte del primer y segundo tendido de sombra con la puerta grande incluida y una de las puertas secundarias de los tendidos de sol. En 1910 el gobierno regional italiano restauró  las ruinas y permitió que pudieran ser visitadas como lugar de interés turístico, pero desgraciadamente en agosto de 1943, con el comienzo de la Invasión Italiana por parte de las tropas aliadas, un bombardeo destruyo todas las ruinas que quedaban. Actualmente en el lugar donde se ubico la plaza se encuentra la carretera San Vito Arena.